# North American X-10
De North American X-10 (model RTV-A-5) was een onbemand, experimenteel of X-vliegtuig gebouwd om geavanceerde rakettechnieken te onderzoeken. In die zin leek dit project sterk op de Bell X-9 Shrike.

## Ontwikkeling
Om de ontwikkeling van de langeafstandsgrond-grondraket SM-64 Navaho te vergemakkelijken werd door North American Aviation de X-10 of RTV-A-5 gebouwd in 1951. Hiermee werden noodzakelijke gegevens verzameld om het kruisvluchtwapen te bouwen dat als de Navaho-raket bekend zou komen te staan. Er werd gewerkt aan de basale aerodymamische eisen, nodig voor vluchten met snelheden tot Mach 2, aan het vluchtgeleidingssysteem en avionica ook bij Mach 2; daarnaast werd er gezocht naar efficiënte manieren het toestel te bergen na een vlucht. Het eerste ontwerp voor de X-10 was klaar in februari 1951 en werd in mei 1953 afgeleverd op Edwards Air Force Base waar het zijn eerste vlucht maakte op 14 oktober van dat jaar.
De X-10 kreeg zijn vermogen van twee Westinghouse J40 turbojet-motoren met naverbranders; hij had een conventioneel landingsgestel voor normaal opstijgen en landen. De combinatie van een deltavleugel en volledig beweegbare canards gaven het toestel uitstekende aerodynamische eigenschappen bij transsone en supersonische snelheden. Het nadeel was wel dat het toestel erg onstabiel was en daarom actief vluchtcontrolesysteem nodig had in de vorm van een automatische piloot. De X-10 was daarmee vergelijkbaar met moderne toestellen die ook niet rechtstreeks door de piloot, maar door de boordcomputer worden gevlogen (fly-by-wire). De X-10 werd bestuurd vanaf de grond: de commando’s werden ingebracht in het radiografisch bestuurde geleidingssysteem dat op zijn beurt de vliegbewegingen uitvoerde. Latere X-10’s hadden een N-6 traagheidsnavigatiesysteem om de vlucht te controleren tijdens de kruissnelheidsfase.

## Gebruik
De X-10 was een van de snelste turbojetvliegtuigen van dat moment: van 1953 tot 1955 vlogen vijf X-10’s in totaal vijftien vluchten vanaf Edwards Air Force Base. Er werden snelheden bereikt van Mach 1,84 over afstanden tot 644 km en hoogten tot 41.000 voet (12,5 km). Deze waarden lagen duidelijk boven de prestaties van bijna alle bemande vliegtuigen met uitzondering van de F-104 Starfighter. Vanaf 1955 verplaatste het programma zich naar Cape Canaveral in Florida. Zes nieuwe X-10’s testten het N-6 traagheidsnavigatiesysteem bij supersonische snelheden tot 49.000 voet (14,9 km), een hoogte tot 1.009 km en snelheden tot Mach 2,05.
Slechts een van de gebouwde X-10’s is er overgebleven, die met het serienummer 51-9307, de allereerste die ooit gevlogen heeft. Van de andere vier die op Edwards hebben gevlogen is er één ontploft bij het opstijgen, één is verloren gegaan tijdens een vlucht en de overige twee zijn verongelukt bij de landing.
De overige drie toestellen werden vanaf 1958 ingezet als snel bewegend doel voor de BOMARC luchtdoelraket. Het was zeker niet het plan de toestellen hiermee te vernietigen, maar twee gingen er verloren bij de landing en de laatste moest men vanwege een technische storing in de Atlantische Oceaan laten vallen.
Het enige overgebleven toestel (nummer 51-9307) werd in 1957 overgedragen aan het National Museum of the United States Air Force in Dayton (Ohio). Het is, na restauratie, tentoongesteld in de Research and Development-hangar.

## Gerelateerde ontwikkeling
- North American Navaho SM-64

X-1 · X-2 · X-3 · X-4 · X-5 · X-6 · X-7 · X-8 · X-9 · X-10 · X-11 · X-12 · X-13 · X-14 · X-15 · X-16 · X-17 · X-18 · X-19 · X-20 · X-21 · X-22 · X-23 · X-24 · X-25 · X-26 · X-27 · X-28 · X-29 · X-30 · X-31 · X-32 · X-33 · X-34 · X-35 · X-36 · X-37 · X-38 · X-39 · X-40 · X-41 · X-42 · X-43 · X-44 · X-45 · X-46 · X-47 · X-48 · X-49 · X-50 · X-51 · X-53 · X-57 ·  X-59